# Ciència del sistema Terra

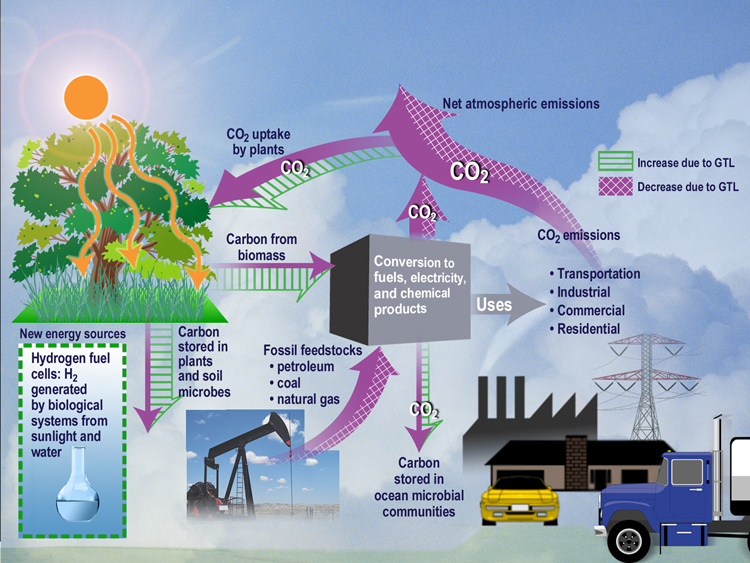
Anàlisi ecològic de CO_{2} en un ecosistema. Des de la biologia de sistemes, ecologia de sistemes es busca una visió global de les interaccions i transaccions dintre i entre els sistemes biològics i ecològics.

La ciència del sistema Terra (en anglès, Earth system science o ESS) busca integrar diversos camps d'estudi per entendre la Terra en la seva manifestació com un sistema. Aquesta disciplina considera la interacció entre atmosfera, hidrosfera, litosfera (geosfera), biosfera, criosfera, i heliosfera.
El 1996, la Unió geofísica americana, en cooperació amb el Keck Geology Consortium i amb el suport de cinc divisions de la National Science Foundation, van convocar un taller "per definir objectius educatius comuns entre totes les disciplines de les ciències de la Terra." En el seu informe, els participants van destacar que, "els camps que componen les ciències de la Terra i l'espai es troben contínuament sota importants avenços que promouen la comprensió de la Terra com un cert nombre de sistemes interrelacionats." Tot reconeixent la importància d'un enfocament sistèmic, l'informe del taller va recomanar que el currículum de la ciència del sistema Terra fos desenvolupat amb suport de la National Science Foundation.
El Carleton College del Centre de Recursos Educatius de la Ciència, va aportar la següent definició: "La ciència del sistema Terra abasta la química, física, biologia, matemàtiques i ciències aplicades, transcendint les fronteres disciplinàries per tractar la Terra com un sistema integrat i busca comprendre les interaccions físiques, químiques, biològiques i humanes que determinen els estats passats, present i futurs de la Terra. La ciència del sistema Terra proveeix una base física per entendre el món en el qual vivim i sobre el qual la humanitat busca aconseguir la sostenibilitat."